# Dayah Baro (Syamtalira Bayu)
Dayah Baro is een bestuurslaag in het regentschap Aceh Utara van de provincie Atjeh, Indonesië. Dayah Baro telt 283 inwoners (volkstelling 2010).